# Тодор Джелебов
Тодор Георгиев Джелебов е български революционер, деец на Вътрешната македоно-одринска революционна организация.

## Биография
Роден е в Малко Търново в 1878 година. Баща му е куриер на революционната организация, брат му Дико Джелебов е войвода на ВМОРО, а сестра му Милка - ятачка. Роднина е на Жеко Джелебов. В началото на 1898 година заедно с Лефтер Мечев, Петко Жребечков, Жеко Джелебов, Тодор Попов и Димитър Райчев оглавява тайното просветно дружество „Странджански край“, чиято цел е повдигане на националното съзнание на българите в Малкотърновско. В 1899 година влиза в Малкотърновския комитет на ВМОРО и действа като легален деец. През април 1902 година, заподозрян от властите, става нелегален и се присъединява към четата на брат си Дико Джелебов, която действа в района на Стоилово, Калово, Визица, Заберново. Участва в Илинденско-Преображенското въстание през лятото на 1903 година и се сражава при Стоилово, Визица и Калово. След въстанието се оттегля в Свободна България.
След Младотурската революция в 1908 тодина се връща в Османската империя. В 1910 година е сред учредителите на околийския комитет на Народната федеративна партия (българска секция) в Малко Търново.
На 23 февруари 1943 година, като жител на Малко Търново, подава молба за народна пенсия, която е одобрена и отпусната от Министерския съвет на Царство България.